# Cucina del Pernambuco

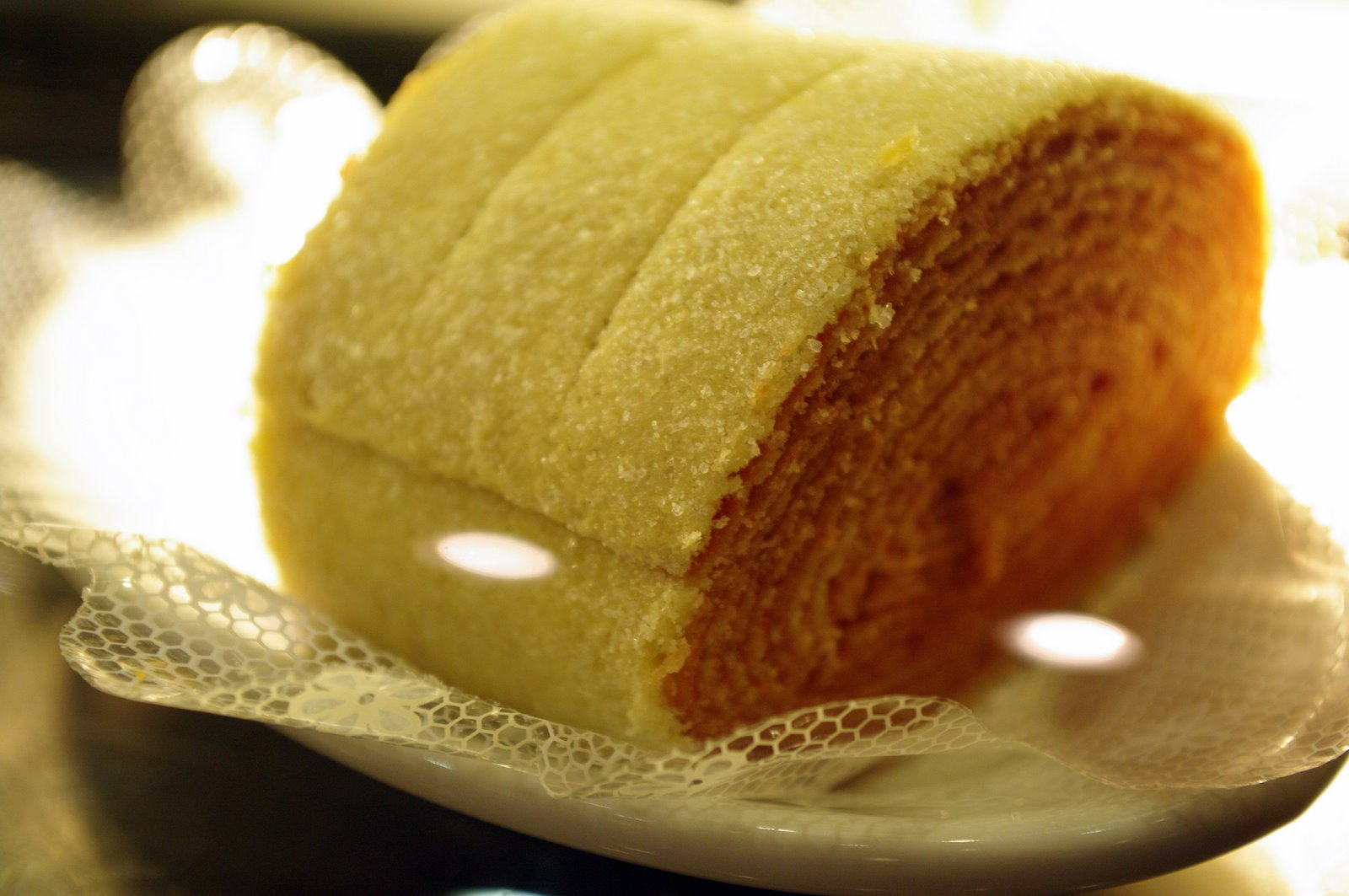
Il dolce bolo de roto

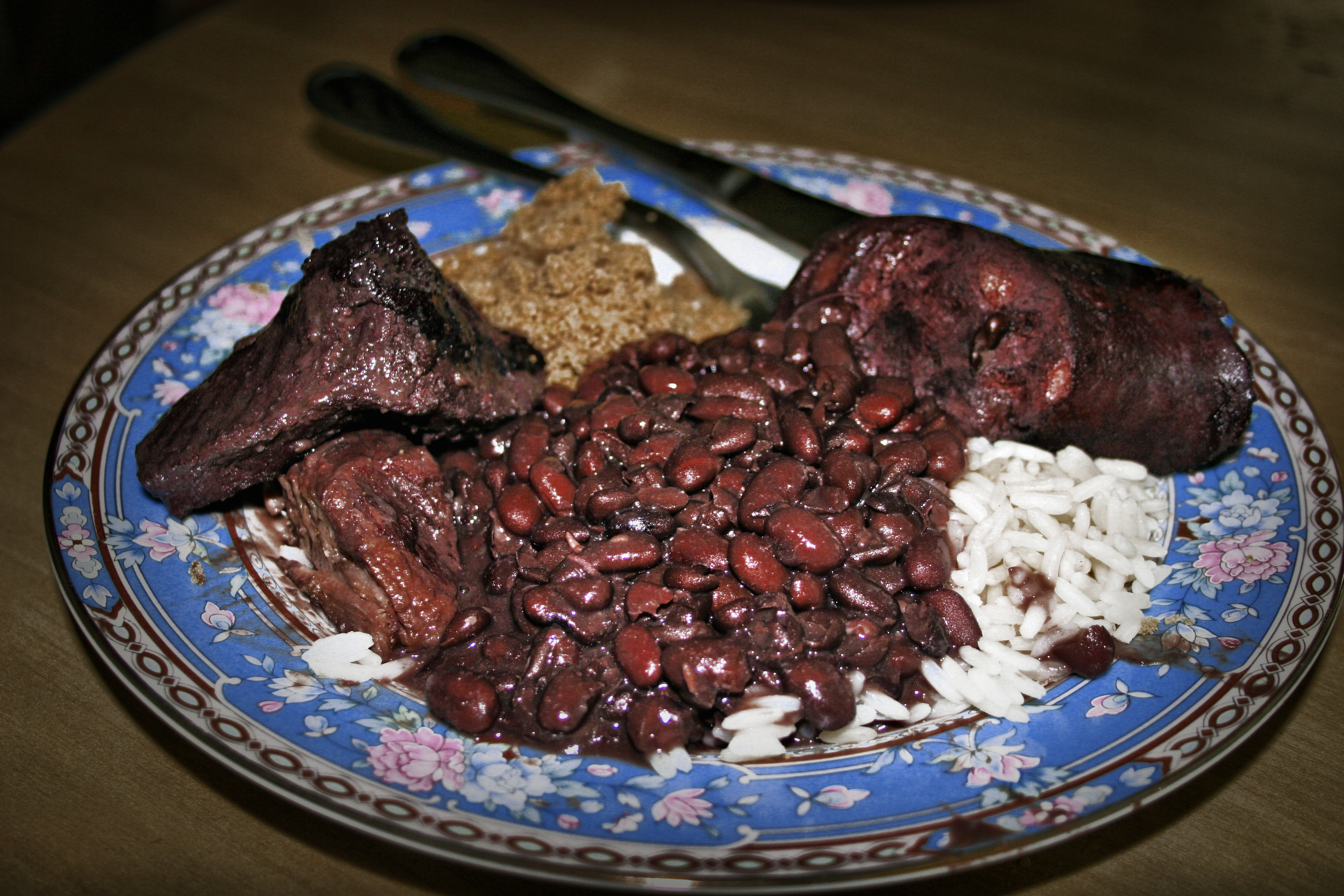
La feijoada alla brasiliana

La cucina del Pernambuco è la cucina della regione del Pernambuco, in Brasile; è stata direttamente influenzata dalle culture europee, africane ed indigene. Diverse ricette originali di altri continenti sono state adattate con ingredienti facilmente reperibili nella regione, dando vita a combinazioni uniche di sapori, colori e aromi.
Si distingue per i cosiddetti "dolci di Pachamama", vale a dire i dolci sviluppati durante i periodi coloniale e imperiale nei suoi zuccherifici come la torta al rotolo, il buon negro e il cappello a cilindro; e anche per le bevande e le prelibatezze salate scoperte o probabilmente originate nello stato come la cachaça, il beiju e la feijoada alla brasiliana.